# Mô học

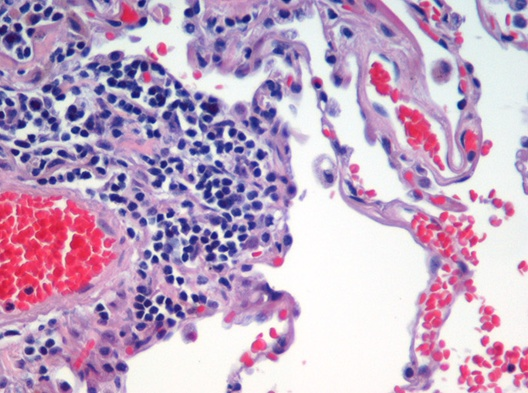
Một mô phổi

Mô học là ngành khoa học nghiên cứu vi cấu trúc của tế bào, mô. Mô học có thể được miêu tả là vi giải phẫu học.  Mô học cung cấp kiến thức về cấu tạo hình thái ở cấp độ đại thể, vi thể và siêu vi thể của các tế bào, mô và cơ quan của cơ thể người bình thường trong mối liên quan chặt chẽ với chức năng của chúng
Mô học gồm 3 phần chính:
- Tế bào học
- Mô học đại cương
- Mô học hệ cơ quan
Các đơn vị đo lường quốc tế thường dùng trong mô học là: mm, micromet, nanomet
Thế giới xem ông Marcello Malpighi (1628-1694) là người sáng lập ngành mô học.
Trong nghiên cứu mô học, các mô được cắt thành lát mỏng bằng máy vi phẫu. Ảnh chụp các tế bào đã được nhuộm màu được gọi là hình ảnh mô học. Mô học là một công cụ thiết yếu của ngành sinh học.